# Cornier
Cornier és un municipi francès situat al departament de l'Alta Savoia i a la regió d'Alvèrnia-Roine-Alps. L'any 2007 tenia 1.039 habitants.

## Demografia

### Població
El 2007 la població de fet de Cornier era de 1.039 persones. Hi havia 384 famílies de les quals 80 eren unipersonals (12 homes vivint sols i 68 dones vivint soles), 96 parelles sense fills, 168 parelles amb fills i 40 famílies monoparentals amb fills.
La població ha evolucionat segons el següent gràfic:
Habitants censats

### Habitatges
El 2007 hi havia 441 habitatges, 397 eren l'habitatge principal de la família, 16 eren segones residències i 28 estaven desocupats. 338 eren cases i 102 eren apartaments. Dels 397 habitatges principals, 300 estaven ocupats pels seus propietaris, 89 estaven llogats i ocupats pels llogaters i 8 estaven cedits a títol gratuït; 2 tenien una cambra, 28 en tenien dues, 59 en tenien tres, 90 en tenien quatre i 218 en tenien cinc o més. 375 habitatges disposaven pel capbaix d'una plaça de pàrquing. A 144 habitatges hi havia un automòbil i a 235 n'hi havia dos o més.

### Piràmide de població
La piràmide de població per edats i sexe el 2009 era:
| Homes | Edats   | Dones |
| ----- | ------- | ----- |
| 0     | 95 o +  | 0     |
| 0     | 90 a 94 | 0     |
| 4     | 85 a 89 | 8     |
| 0     | 80 a 84 | 0     |
| 8     | 75 a 79 | 20    |
| 20    | 70 a 74 | 12    |
| 20    | 65 a 69 | 20    |
| 12    | 60 a 64 | 16    |
| 28    | 55 a 59 | 32    |
| 44    | 50 a 54 | 28    |
| 28    | 45 a 49 | 16    |
| 44    | 40 a 44 | 80    |
| 40    | 35 a 39 | 36    |
| 24    | 30 a 34 | 28    |
| 16    | 25 a 29 | 24    |
| 20    | 20 a 24 | 12    |
| 40    | 15 a 19 | 48    |
| 44    | 10 a 14 | 36    |
| 32    | 5 a 9   | 28    |
| 28    | 0 a 4   | 20    |

## Economia
El 2007 la població en edat de treballar era de 704 persones, 558 eren actives i 146 eren inactives. De les 558 persones actives 531 estaven ocupades (282 homes i 249 dones) i 27 estaven aturades (9 homes i 18 dones). De les 146 persones inactives 50 estaven jubilades, 58 estaven estudiant i 38 estaven classificades com a «altres inactius».

### Ingressos
El 2009 a Cornier hi havia 442 unitats fiscals que integraven 1.152,5 persones, la mediana anual d'ingressos fiscals per persona era de 25.160 €.

### Activitats econòmiques
Dels 46 establiments que hi havia el 2007, 4 eren d'empreses extractives, 2 d'empreses alimentàries, 2 d'empreses de fabricació d'altres productes industrials, 6 d'empreses de construcció, 9 d'empreses de comerç i reparació d'automòbils, 3 d'empreses de transport, 3 d'empreses d'hostatgeria i restauració, 1 d'una empresa financera, 2 d'empreses immobiliàries, 6 d'empreses de serveis, 5 d'entitats de l'administració pública i 3 d'empreses classificades com a «altres activitats de serveis».
Dels 11 establiments de servei als particulars que hi havia el 2009, 2 eren tallers de reparació d'automòbils i de material agrícola, 1 autoescola, 1 paleta, 1 fusteria, 1 lampisteria, 1 empresa de construcció, 1 perruqueria i 3 restaurants.
L'únic establiment comercial que hi havia el 2009 era una botiga de menys de 120 m².
L'any 2000 a Cornier hi havia 22 explotacions agrícoles que ocupaven un total de 175 hectàrees.

## Equipaments sanitaris i escolars
El 2009 hi havia una escola elemental.

## Poblacions més properes
El següent diagrama mostra les poblacions més properes.